# Gare de Bessay-sur-Allier
Gare de Bessay-sur-Allier vasútállomás Franciaországban, Bessay-sur-Allier településen.

## Vasútvonalak
Az állomást az alábbi vasútvonalak érintik:
- Moret–Lyon-vasútvonal

## Kapcsolódó állomások
A vasútállomáshoz az alábbi állomások vannak a legközelebb:
- Gare de Moulins-sur-Allier (Gare de Moret - Veneux-les-Sablons)
- Gare de Varennes-sur-Allier (Lyon-Perrache pályaudvar)